# Sprungschanzen Freichelen
Die Sprungschanzen Freichelen bei Langenbruck im Kanton Basel-Landschaft bestanden aus drei Skisprungschanzen. Die kleinere Schanze der Kategorie K 25 war etwas neben den mittleren Schanzen der Kategorien K 50 und K 75 angelegt. Die Schanzen standen oberhalb der Passstrasse zur Breitehöchi bei den Bauernhöfen der Fraurüti auf ca. 860 m ü. M. am Grat des Bachtelenberges, eines Ausläufers des Beretenchopfes (1104 m).

## Geschichte
Nach der Gründung des SC Langenbruck im Jahr 1909, er gilt als einer der älteren Ski-Clubs der Schweiz, wurde 1911 die Erica-Schanze gebaut. 1955 folgte der Bau der Erzenbergschanze, ein Entwurf des Ingenieurs Reinhard Straumann. Sie war damals die grösste Schanze der Schweiz und mit einem K 90 ein Magnet für die Weltelite. Andreas Däscher hielt mit 84 m den Schanzenrekord.
Mit dem Bau der drei Freichelen-Schanzen im Jahr 1963 wurden die vorherigen ersetzt. 1987 erhielt die Anlage einen neuen Sprungrichterturm, 1997 wurde die Beleuchtung für Abendsprungläufe eingerichtet. Nur drei Jahre später fand mit den Schweizer Junioren-Meisterschaften der Nordischen Kombination der letzte offizielle Wettkampf statt. Im Dezember 2010 wurde der Abbruch der veralteten Schanzen wegen fehlendem Nachwuchs beschlossen.